# Костел Благовіщення і монастир бригідок (Гродно)
Костел Благовіщення і монастир бригідок (Гродно) — пам'ятка архітектури 17 століття доби раннього бароко в місті Гродні, Білорусь.

## Свята Бригіда
Бригіда була донькою шведського князя Біргера і народилася 1302 року. В віці 16 років її віддали заміж за князя Ільфана. Подружжя мало дев'ятеро дітей. За переказами, Бригіда була побожною і мала декілька видінь. Пізніше її видіння, повчання і пророцтва зібрали в книзі «Одкровення». 1334 року, після смерті чоловіка, вона заснувала чернечий орден в Південній Швеції, котрий пізніше став називатись бригідським. 1349 року папа римський затвердив створення нового ордену, статут (устав) якого створила сама Бригіда. Статут не був занадто суворим, його вважають близьким до статуту Св. Августина. Він був різновидом культу Богородиці. Але особливістю було постійне нагадування про смерть. Тому в костелах бригідок перед входом до хору стояли катафалки, а абатиси щодня приводили сестер на місцеві цвинтарі. За настановами Бригіди бажаним було створення в містах як чоловічих, так і жіночих монастирів. Але найчастіше створювали лише жіночі. Орден бригідок мав переважне розповсюдження в землях Північної Європи (Швеція, сучасна Естонія, північ князівства Німеччини, Британія). Поодинокі монастирі мали деякі міста в Італії, Франції, Речі Посполитій. Розкішний монастир бригідок був побудований і у Львові, перетворений за часів СРСР на в'язницю «Бригідки». В добу Реформації католицький орден розпустили, він занепав. На землях Білорусі існувало лише два монастирі бригідок — в місті Брест та в Гродно. Але монастир з Бреста перенесли до міста Луцьк (сучасна Волинська область, Україна).

## Фундація Веселовських
Ініціатива створення монастиря бригідок в Гродні належить родині Веселовських: надвірному маршалку Великого князівства Литовського Криштофові Веселовському та його дружині Олександрі (з роду Собеських, сестрі Якуба Собеського). 1634 року Веселовські передали бригідкам земельні ділянки в місті та в селах Гродненського та Новогрудського повітів. Швидко розбудувати монастир дозволило використання дерева — сировини, якого вдосталь мала Білорусь. Вже 1634 року з Люблина до Гродна перебралися вісім перших сестер-бригідок, що оселилися в дерев'яних келіях. 1636 року костел в стилі раннього бароко. 1637 року в монастирі поховали фундатора — Кшиштофа Веселовського. Першою ігуменею нового монастиря стала 1640 року Ганна Собеська, рідна сестра Олександри Веселовської. 1642 року за проектом архітектора Бенедетто Моллі створили паркан і кам'яний костел. Храм висвятили 1651 року на честь Благовіщення. В монастир брали дівчат з шляхетних і заможних родин, часто сиріт. Кількість сестер не перевищувала 30-31.

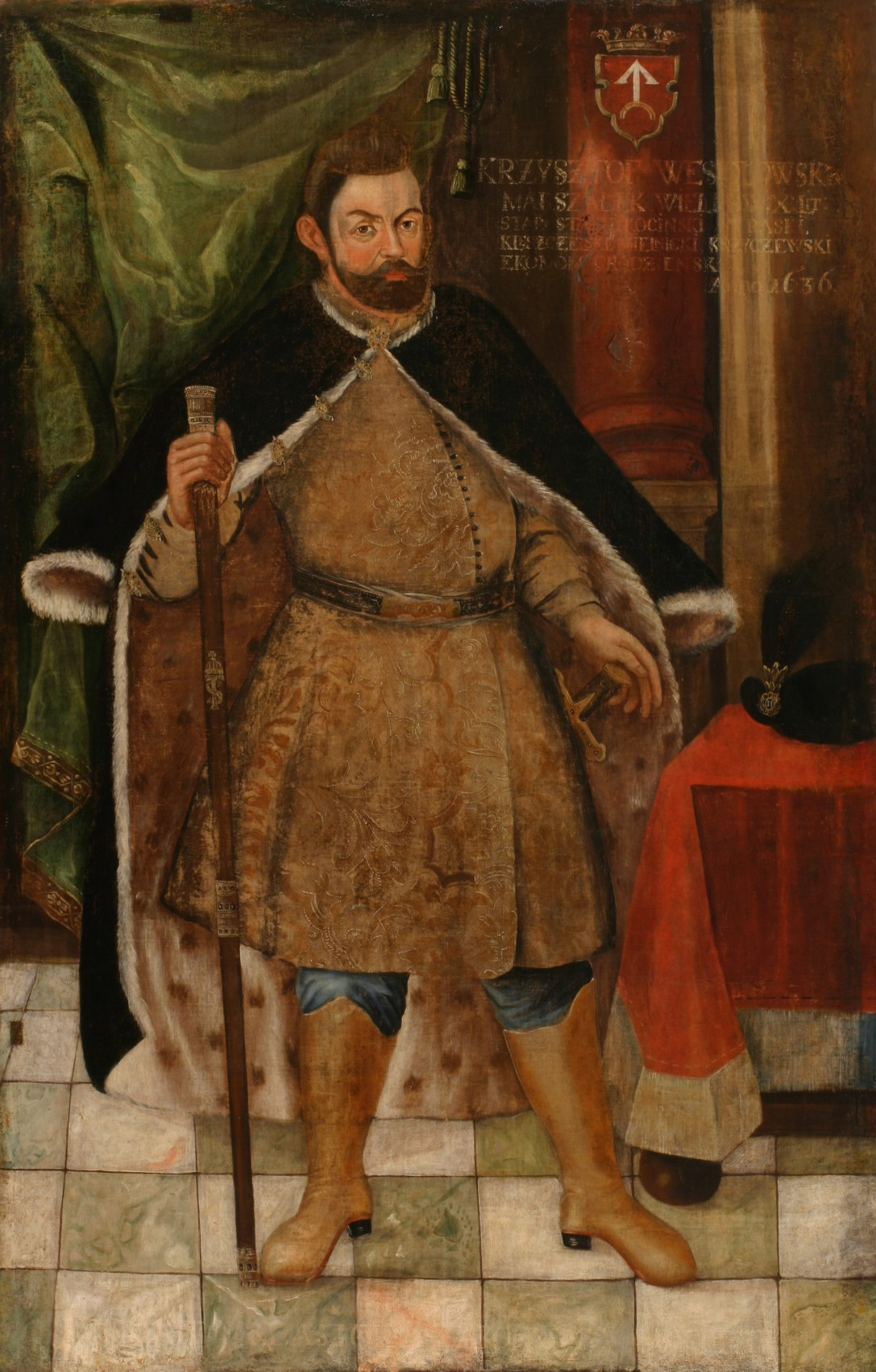
Кшиштоф Веселовський
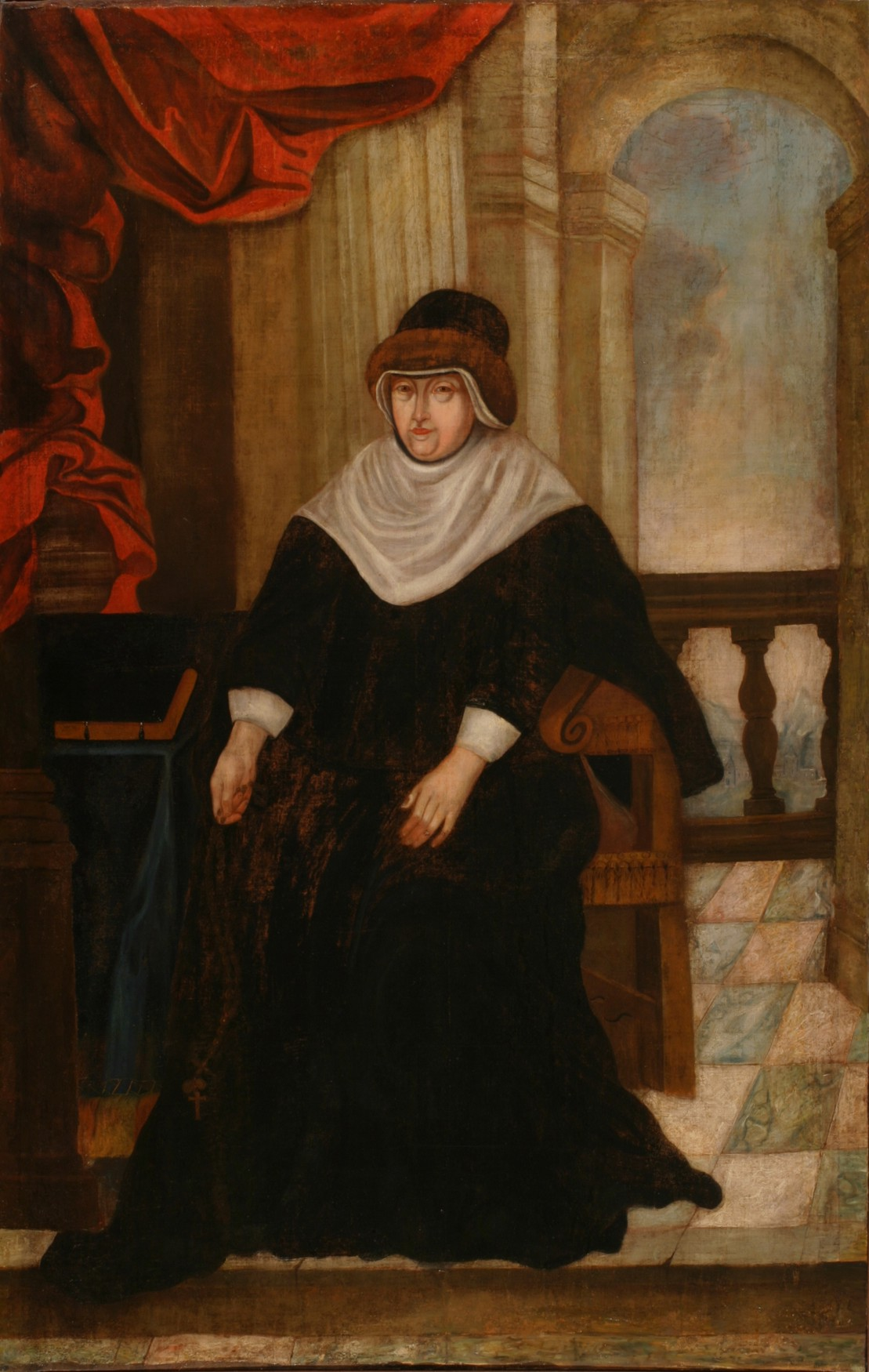
Олександра Веселовська в похилому віці

## Споруди монастиря

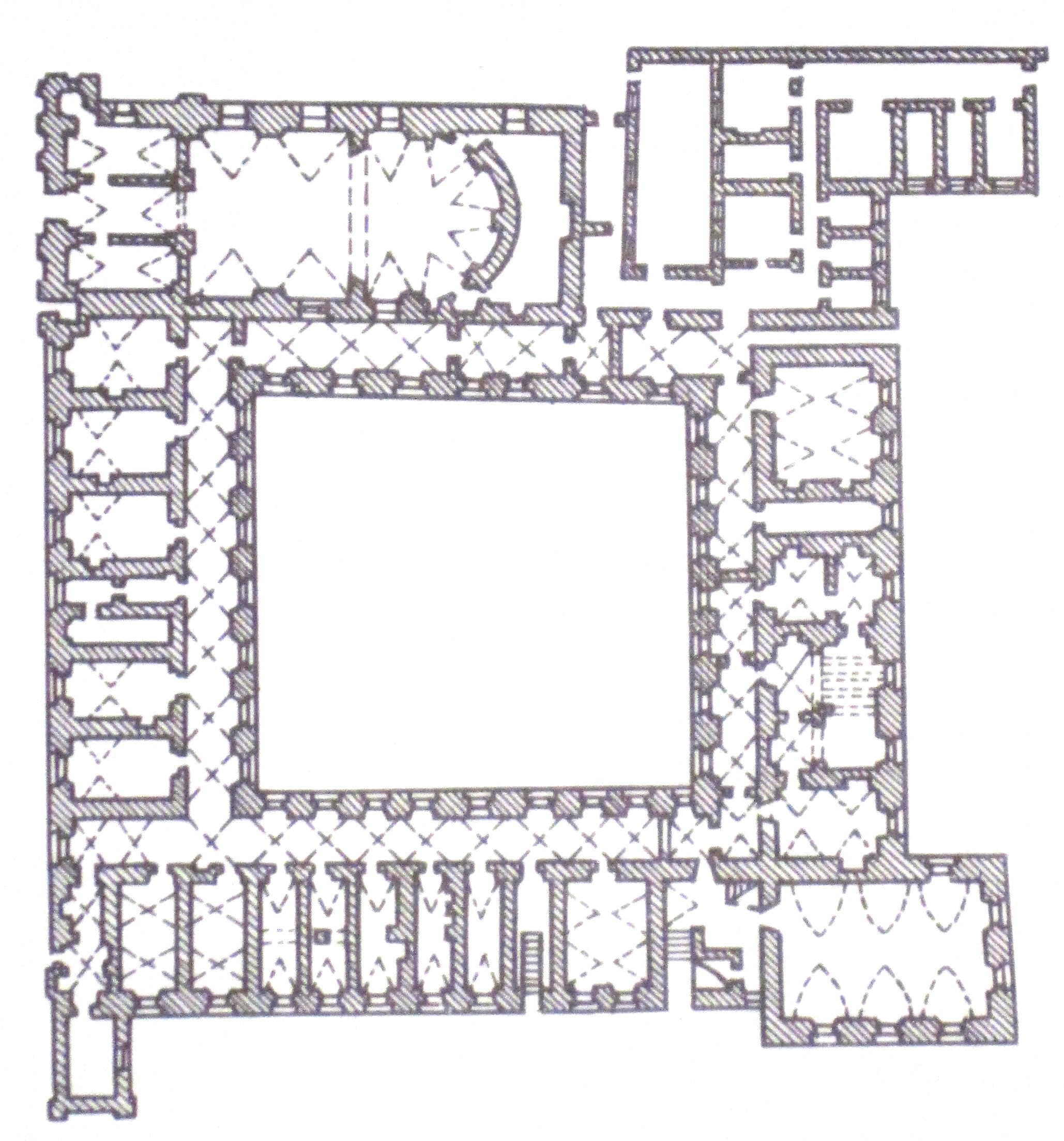
Поземний план костелу й монастиря бригідок у Гродно

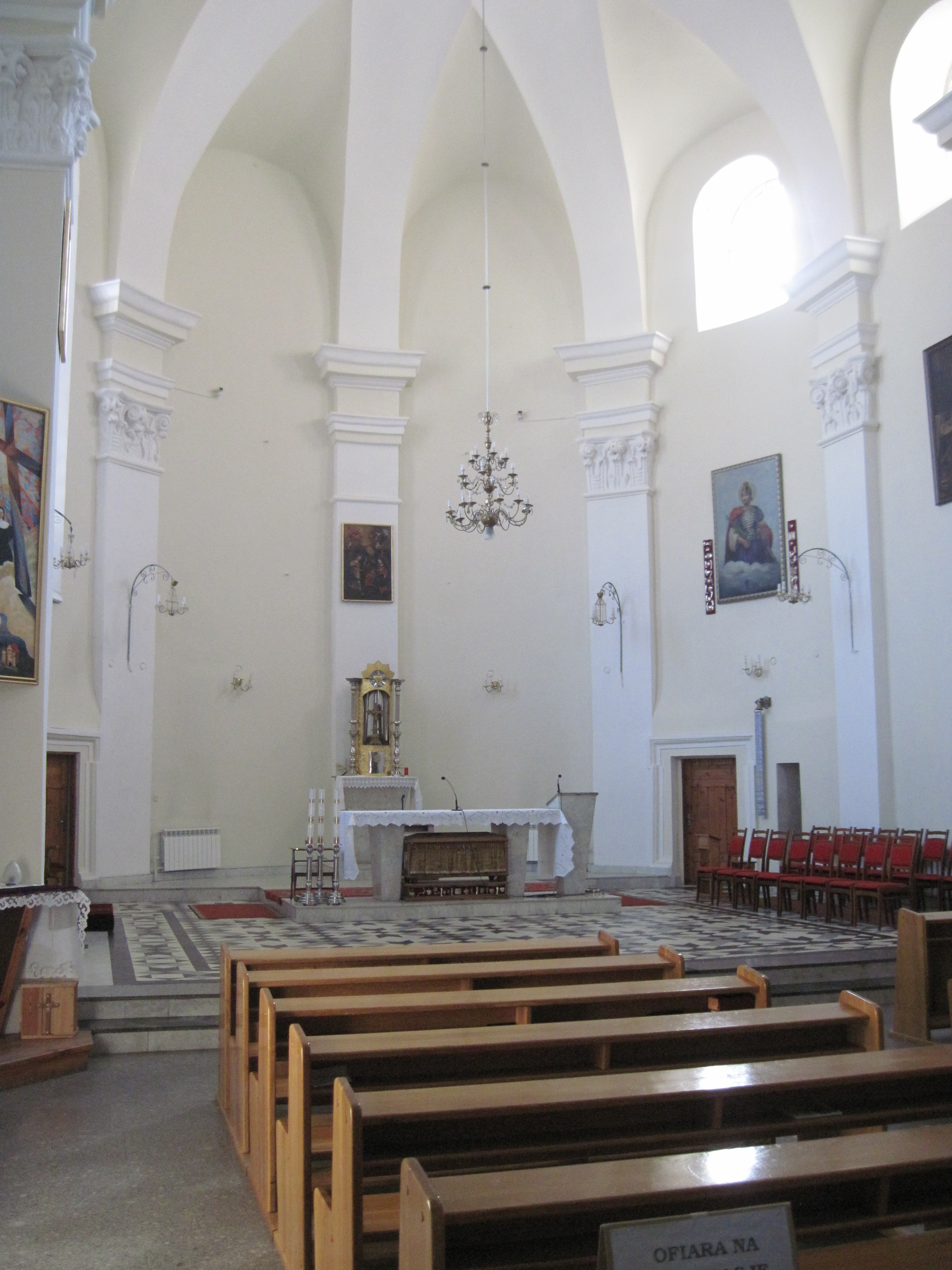
Вівтарна частина костелу

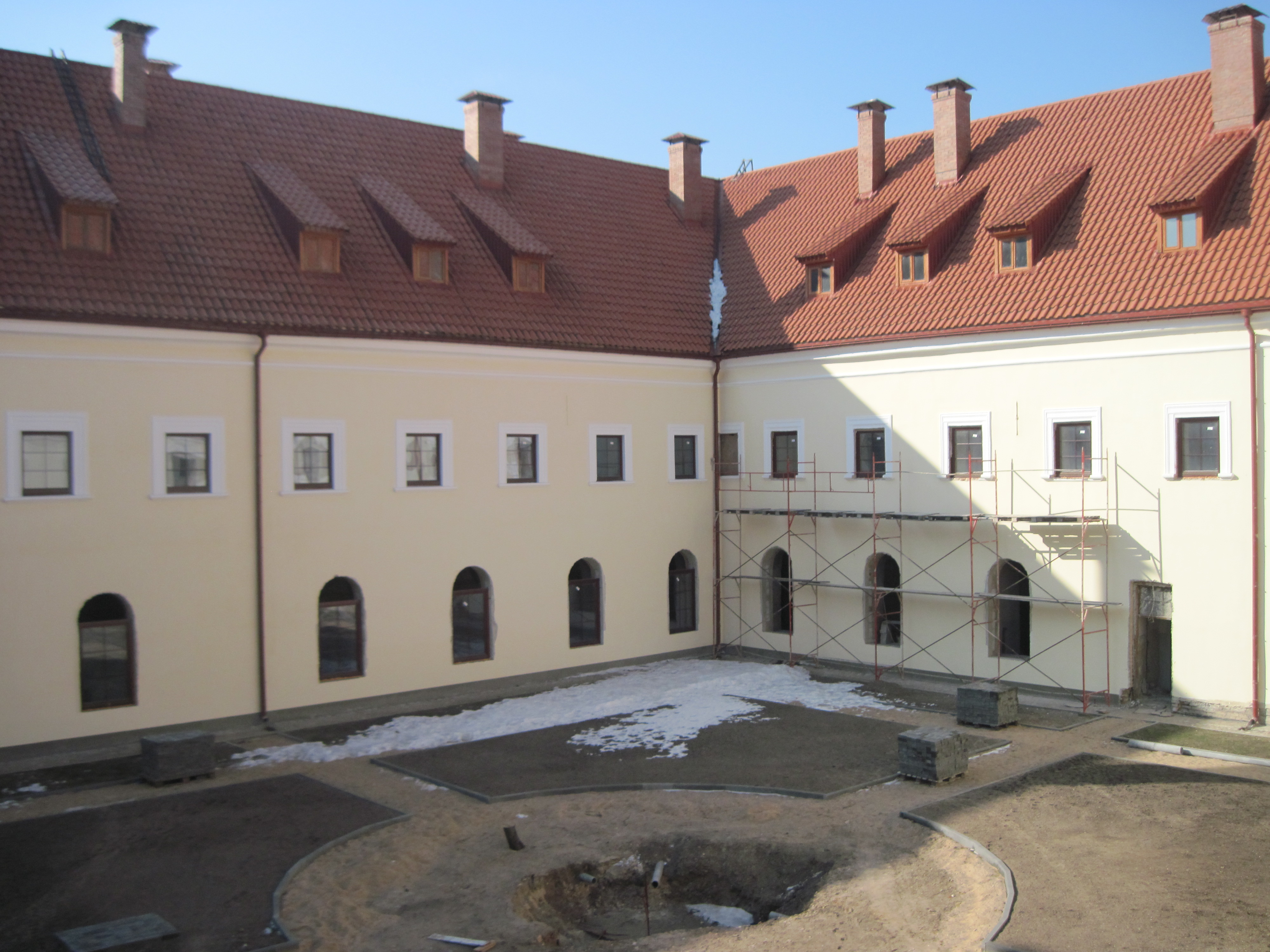
Внутрішній дворик під час реставрації, 2012 рік.

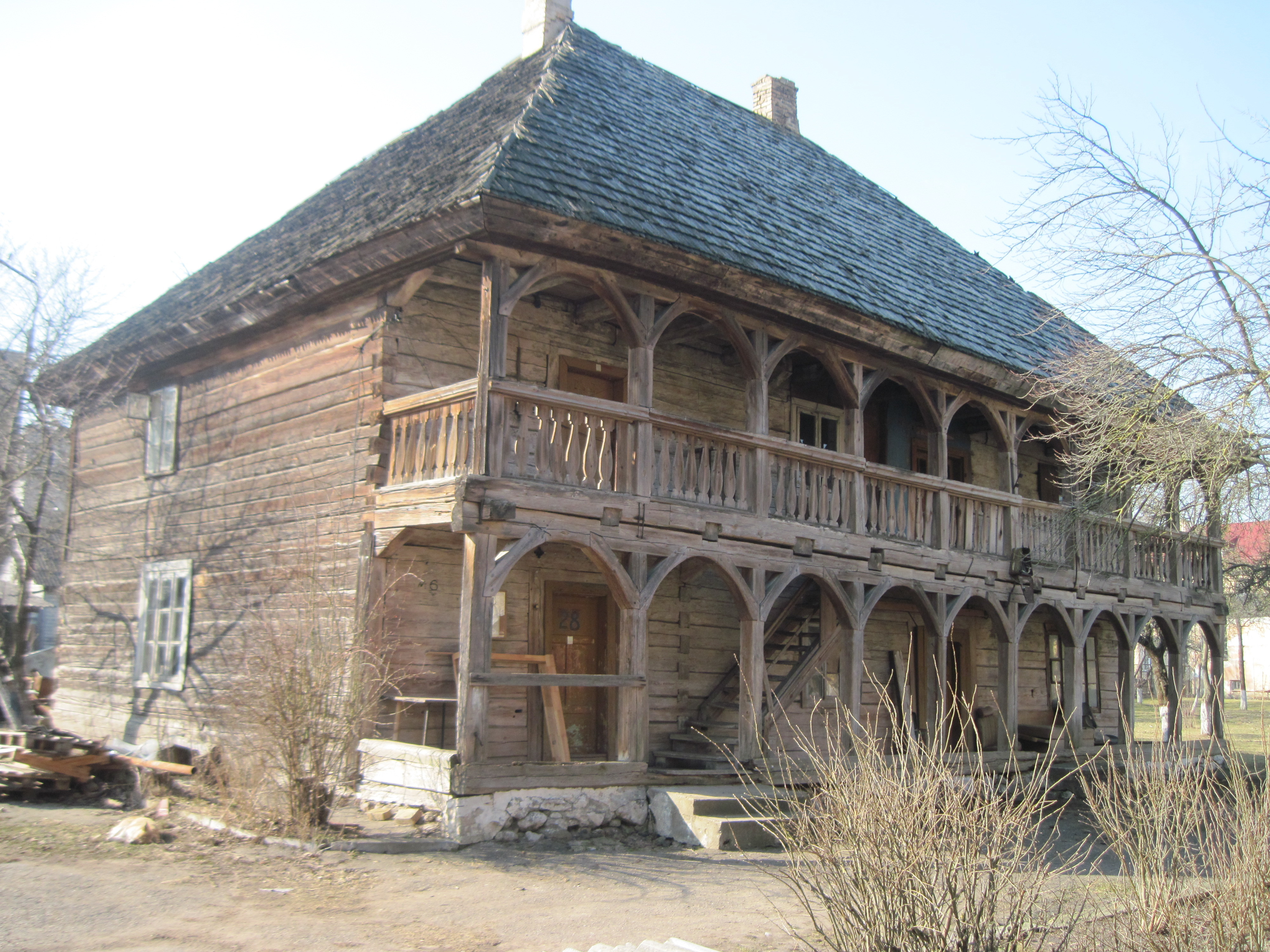
Збережений лямус, 2012 рік

Монастир мав костел, келії і внутрішній дворик, дерев'яний житловий корпус на два поверхи — лямус. Паркан був кам'яний з чотирма невисокими вежами на кутах. Частина території з боку вівтаря первісно не була забудованою.

### Костел
Костел Благовіщення — кам'яний, потинькований, однонавний, зального типу (канонічним вважався тринавний). Західний фасад — тричастинний, облямований вежами з фігурними бароковими дахами. Він дещо більший за ширину костелу і є типовою фасадною декорацією, що приховує досить простий простір храму. Фасад прикрашають пілястри коринфського ордера, порожні ніші, архітектурна стулка-щит і трикутний фронтон з волютами. Стрічка фриза створена в техніці графіті, що розташована по периметру храму (малюнок якого розкрито і реставровано лише в 20 столітті). Елегантний декор костелу нетиповий для інших сакральних споруд Гродна — графіті з рослинними та міфологічними істотами, вапнякові портали — вказівка на впливи пізнього Відродження та маньєризму. Склепіння костелу — напівциркульні, зміцнені підпружними арками. Абсида заокруглена і така ж завширшки, як і храмова нава (в готичних храмах вона вужча, освітлена високими стрілчастими вікнами з вітражами). Абсида костелу Благовіщення позбавлена стрілчастих вікон і вітражів, відокремлена від нави лише бічними пілонами, а весь інтер'єр справляє враження шляхетної простоти і стриманості. На заході — хори. По-під хорами розташовані чотирнадцять рельєфів на теми Страстей Христових.
Вівтар оздобили образами, які свого часу створив віленський майстер І. Шретер, а також місцеві художники — Франтішек Лякшинський, Якуб з Тикоцина та інші.
Костел розташований на розі прилеглих вулиць, але його підмурки приховані за кам'яним парканом. Лише високі фасад і дах костелу відігравали роль просторового орієнтира в забудові цього району міста.

### Орган
Костел має орган, який розмістили не на хорах, як то зазвичай в католицьких храмах, а на балконі праворуч. Історичний орган для костелу був створений органним майстром з міста Гданська — М. Фрізе.

### Корпус келій
Корпус келій — кам'яний, потинькований, на два поверхи. Впритул прибудований до південного фасаду костелу. Корпуси утворюють прямокутний, замкнений, внутрішній дворик. Фасади спрощеної архітектури без пілястр чи міжповерхового карниза. В дворик виходять вікна коридорів. У південно-східній частині комплексу розташована особлива прибудова. Її перший поверх віддали під монастирську трапезну, другий поверх займала монастирська бібліотека.

### Дерев'яний лямус
Серед небагатьох дерев'яних споруд Гродна 17 століття — випадково збережений дерев'яний лямус монастиря бригідок. Це двоповерхова споруда, прямокутна за поземним планом, під вальмовим дахом, критим гонтом.
Споруду відносять до 1630-х років. Мури лямуса створені з тесаних колод. Головний фасад прикрашений відкритими галереями, конструкцію яких утворюють випуски міжповерхових колод, кінці котрих спираються на дерев'яні стовпи-колони відкритих галерей. Підмурки лямуса — бутові, що було запобіжним засобом від гниття дерев'яних колод в вологому кліматі. Лямуси були і господарськими, і житловими приміщеннями: перший поверх відводили під комори, другий був житловим. Саме там первісно жили сестри — бригідки. Після створення кам'яних келій сестри перебралися туди, а житла другого поверху лямуса віддали для обслуги. В Гродно зберігся ще один лямус — він кам'яний і датований роками бурхливої діяльності мецената і підприємця Антонія Тизенгауза (1733—1785). Кам'яний лямус 18 століття розташований неподалік від Гродненського театру ляльок.

## Історія побутування

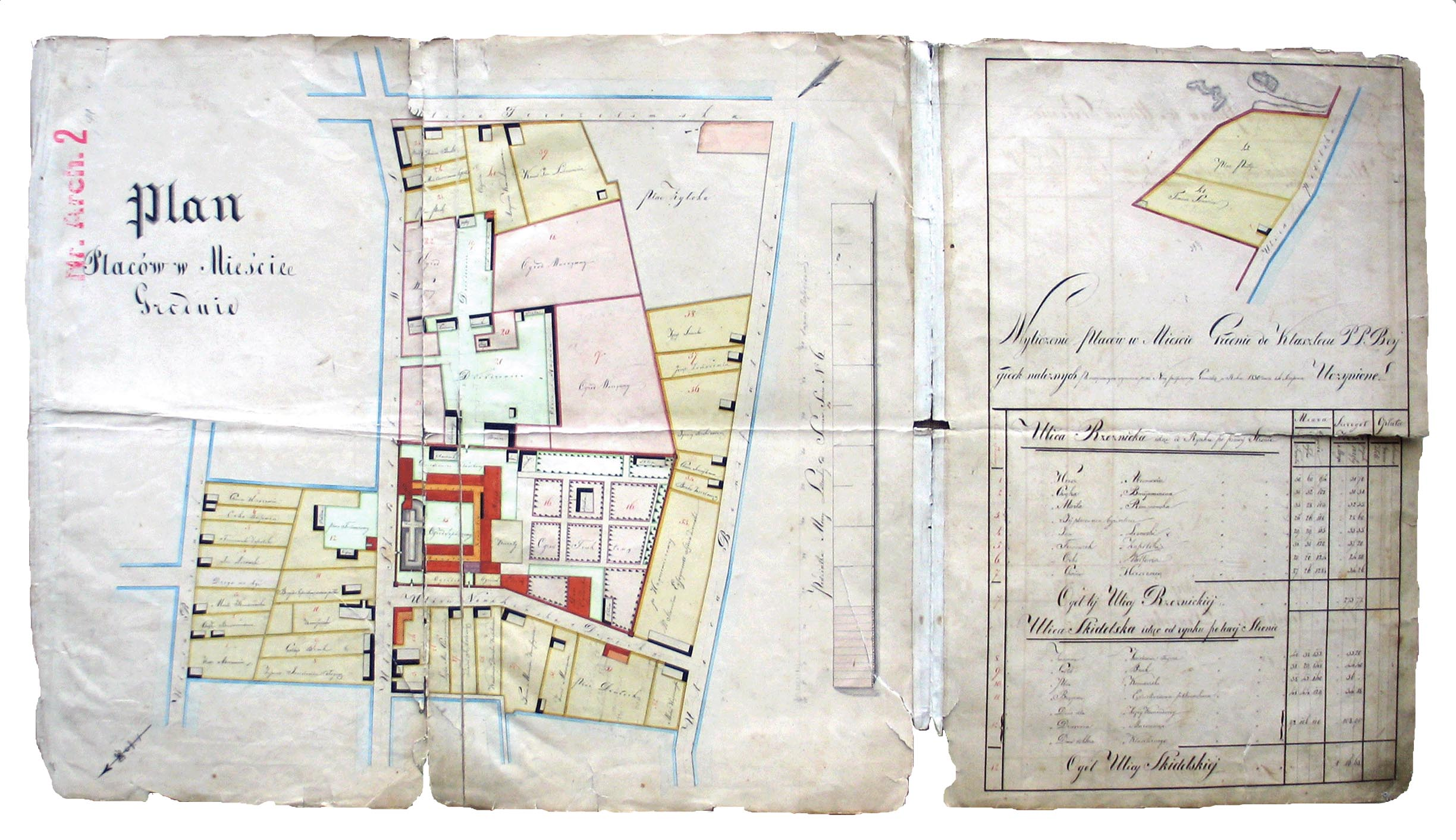
Мапа Гродна з монастирем бригідок, позначеним червоним.

1684 року для потреб сестер-бригідок в місті Вільно був надрукований підручник з молитвами та описами богослужінь.
Після пожежі 1827 року розпочалися відновлювальні і ремонтні роботи. Тоді ж була забудована вузька ділянка з боку костелу, що остаточно замкнула внутрішній двір монастиря. 1842 року, після придушень польських національно — визвольних повстань, в монастир бригідок за наказом російського імператора Миколая І перевели сестер із зачинених монастирів бенедиктинок з Несвіжа, бригідок з Луцька, домініканок з Новогрудка. За підтримку католицьким священством повстання Кастуся Калиновського 1863 року російський імператор наклав на них штраф-контрибуцію. Монастир бригідок в Гродно, віднесений до першої категорії, мав внести в російську скарбницю 553 рублі, що було завеликою сумою. Мета — підірвати економічну спроможність католицького священства і монастиря. На 1891 рік в монастирі мешкало всього п'ять сестер — бригідок, на 1907 рік — залишилось дві.
1908 року монастир передали католицькому ордену Святої Родини з Назарета. Першою абатисою кляштора в Гродно стала пані Паула Гажич, особа заможна, що віддала на ремонт і відбудову монастиря усе власне майно. В 1914 році при монастирі діяла школа сестер-назареянок, де навчалось двісті (200) дівчат. Монастир діяв до початку 2-ї світової війни. З початком війни сестер-назареянок евакуювали в місто Старобельськ, Ворошиловградська область.
У 1950-ті роки монастир в Гродно остаточно зачинили, а приміщення віддали під закриту лікарню для психічно хворих. 1961 року дослідник архітектури А. Квітницький домігся обстежити підвальні приміщення монастиря, де натрапив на архів монастиря, а мистецтвознавець Олена Василівна Аладова (директор тогочасного Національного музею мистецтв Білорусі в Мінську) — на пошкоджені портрети фундаторів Кшиштофа та Олександри Веселовських. Пошкоджені портрети віддали на реставрацію в Державний Ермітаж, але частку творів не вдалося врятувати. Портрети родини Веселовських після реставрації передні не в Гродно, а до Національного музею мистецтв Білорусі.
В окремому приміщенні костелу розпочалися довготривалі відновлювальні роботи, бо за радянським планом в костелі міркували обладнати концертну залу. Після розпаду СРСР — костел 1990 року повернули католицькій громаді міста. 1992 року його наново висвятили. Після побудови в Гродно нової лікарні для психічно хворих католицькій громаді повернули і корпуси келій.